# Ciro Alegría
Ciro Alegría Bazán född 4 november 1909 i  Huamachuco, La Libertad, död 17 februari 1967 i Lima, var en peruansk författare.
Alegría växte upp på haciendan Quilca regionen La Libertad i norra Peru. Han kom där tidigt i kontakt med indianbefolkningen och en stor del av hans författarskap kom att beröra indianernas villkor. 
Flera av sina böcker skrev Alegría i exil efter att han 1934 gripits och deporterades till Chile. Detta med anledning av hans politiska aktivitet, då han var aktiv i det reformistiska partiet APRA. Han uppehöll sig sedan i USA, Puerto Rico och Kuba innan han kunde återvända till Peru 1960. Han blev 1963 medlem av senaten.
Bortsett från sina litterära meriter är Alegría ihågkommen för sin mänskliga kvalitet och godmodighet, beströdd med en mycket säregen humor. Han var son till markägare och från det han var liten samarbetade han med personalen som ansvarade för jordbruksverksamheten. Hans inhemska romaner föddes ur minnen från hans barndom och de berättelser han hört. Av sina föräldrar fick han en liberal utbildning, som stod i kontrast till den miljö han växte upp i. Ciro Alegría är en av de framstående representanterna för Grupo Norte som uppstod under första hälften av 1900-talet i staden Trujillo.
Ciro Alegría föddes 1908 på Quilca hacienda, nära Huamachuco, även om han av misstag registrerades som född 1909, ett år som författaren använde som det officiella datumet för sin födelse. Han avslutade sin skolutbildning vid Colegio Nacional San Juan i Trujillo, där han under ett läsår som lärare hade den då unga poeten Cesar Vallejo. 1927 grundade han Tribuna Sanjuanista, en skoltidning som han ledde. Han gick med i Grupo Norte, som då redan var i sin slutfas.
På grund av sin nyvunna verksamhet förföljdes och torterades han och efter den brutala APRA-revolutionen 1932 fängslades han, men släpptes året därpå genom en amnestilag. Vid den här tiden började han publicera journalistiska artiklar, men 1934 deporterades han till Chile, dit hans unga flickvän Rosalía Amézquita följde honom. 1935 vann hans roman La serpiente de oro tävlingen i Chiles Editorial Nascimento och 1939 fick han med sin roman Los perros hambrientos, det andra romanpriset från Zig-Zag förlaget, även det chilenskt. Två år senare, 1941, med sin stora inhemska roman El mundo es ancho y ajeno vann han Concurso Latinoamericano de Novela. I tävlingen deltog en roman från varje latinamerikanskt land, Alegrías roman hade valts ut som representant för Chile.